# MTV Nordic
MTV Nordic var en TV-kanal tillhörande MTV Networks Europe som sändes från Storbritannien till de nordiska länderna samt Baltikum. TV-kanalen var nästan helt engelskspråkig och programmen undertextades inte.
Den första MTV-kanalen för Europa (MTV Europe) startade 1987. Under mitten av 1990-talet skulle MTV Europe decentraliseras och den europeiska feeden splittas upp i flera mindre kanaler för att bättre kunna anpassa innehållet efter lokala behov. MTV Nordic startade 5 juni 1998 som den femte avknoppningen från MTV Europe. Flera produktioner gjorda speciellt för MTV Nordic, såsom Morning Glory och Up North, förekom. Amerikanska program som Jackass, Newlyweds och Osbournes var dock mer populära.
År 2005 lades kanalen ner och ersattes av fyra nya kanaler, en för varje nordiskt land. MTV Danmark började sända i maj 2005 och den 18 september 2005 startades MTV Sverige, MTV Norge och MTV Finland. De nya kanalerna har undertextning på varje lands språk och mer lokalt utbud. Förändringen sades bland annat göras för att underlätta för annonsörer. Boende i baltiska stater och på Island som tidigare sett MTV Nordic via Viasat fick MTV European.